# バイオラバー
バイオラバー(英名:BIORUBBER)は、山本化学工業が1986年に開発した赤外線を放出する製品。2000年には特許を取得。販売はハーキュリーズグループを初めとする販売店で取り扱う。

## 名称
山本化学工業の商標登録である。
尚、当ページにて記載される「バイオラバー」は赤外線を発するとされる製品についてであり、山本化学工業の水着素材「バイオラバースイム」、ライフジャケット「バイオラバーセーフ」、放射線遮蔽ウェア「バイオラバーRSM」とは機能が全く異なるものである。バイオラバーの名称は山本化学工業のブランド名であるが、「バイオラバー」のみの記載の場合は赤外線の製品として取り扱われている。

## 商品展開
- マット
- Pタイプ :ハンディタイプ。三角形
- Gタイプ : ハンディタイプ。菱形
- エアロドームベスト
- エアロドームベルト
- エアロドームサポーター : 膝用
- アイマスク
- ネックリング
- ネテルマーニー : 枕用
- ハイテルマーニー : インソール
- きてるまーにー : Tシャツタイプ
- チャージャー : かかと用
- コースター

## 素材の機能
バイオラバーは光をほぼ100％に近いレベルで吸収する画期的な素材としている。
当素材は高純度の石灰石を主成分としたハニカム構造を持つ合成ゴムである。貴金属を混入させることにより人体に好影響を与える4〜25μmの赤外線を発するとしている。

## 科学的根拠
複数の大学研究者がこれを裏付ける発表をおこなっているが、これらの研究の正当性については疑問が呈されている。2005年には米アメリカ臨床腫瘍学会（ASCO）が主催するシンポジウムにおいて、バイオラバーが前立腺がん株を抑制したとする論文が発表される。これによって国臨床腫瘍学会がバイオラバーの「がん抑制効果」を正式承認したと発表する が、後に米国臨床腫瘍学会は承認を与えた事実はないと否定をする。2007年には兵庫医科大学の島博基教授らによって、米国臨床腫瘍学会（ASCO）が主催する前立腺癌シンポジウムにて、in vivo段階の研究として、ヒト前立腺ガン細胞を移植したヌードマウスを用い、バイオラバー（活性型ゴムレジン）によるガン抑制効果の発表が行われた。一方、査読を受けた論文の発表は行われておらず、査読のない雑誌であるNature Precedingsへの投稿が行われている。

## 効果の論争
バイオラバーは、炭酸カルシウムを99.7％以上含む高純度の石灰石をベースとし、独自製法のミクロの気泡に
よるハニカム構造をもったラバーに、希少金属を配合することで、人体に有益なバイオウェーブ（赤外線)を放射するとされている。
これはバイオラバーに用いられている炭酸カルシウムや金属がキルヒホッフの法則に従い、ある射出率で遠赤外線を放射しているためと考えられる。絶対零度以上にある物質は、その物質固有の射出率に従いその温度に応じた放射を行っているため、赤外線の放射はバイオラバー固有の効果ではないともいえる。
バイオラバーのほかに、遠赤外線を用いた健康効果にはトルマリンなどを用いたものもあり、これらも疑似科学として批判の対象になっている。

## 薬事法違反事件
2009年10月、医療機器としての厚生労働大臣の承認を受けていないにもかかわらず、医学的効能を謳ってバイオラバー関連商品を販売したとして、京都府警察が、山本化学工業の関連会社社員2名及び健康用品販売会社の社員1名を薬事法違反で逮捕した。これら3名については、略式命令による罰金刑が確定した。